# Battlestar Galactica: The Resistance
Pour les articles homonymes, voir Battlestar Galactica (homonymie).

Logo des webisodes.

Cet article présente le guide des épisodes diffusés sur Internet (également appelés webisodes) de la série télévisée Battlestar Galactica.
Cette série d’épisodes disponibles uniquement en ligne remplit les trous scénaristiques entre les deuxième et troisième saisons de la série. Ils ne sont pas nécessaires à une bonne compréhension de la série, mais donnent de l’épaisseur à certains personnages de la série. Ces épisodes peuvent être vus via le site web officiel de la série.
Ces épisodes ont été écrits par les scénaristes Bradley Thompson et David Weddle et ont été réalisés par Wayne Rose. Il y en a en tout dix, dont la durée totale avoisine les 27 minutes.

## Distribution
| Acteur            | Personnage              | Épisodes | Épisodes | Épisodes | Épisodes | Épisodes | Épisodes | Épisodes | Épisodes | Épisodes | Épisodes |
| ----------------- | ----------------------- | -------- | -------- | -------- | -------- | -------- | -------- | -------- | -------- | -------- | -------- |
| Nicki Clyne       | Cally Tyrol             | 1        |          |          | 4        | 5        |          |          |          |          | 10       |
| Aaron Douglas     | Galen Tyrol             | 1        | 2        | 3        |          | 5        |          | 7        |          | 9        | 10       |
| Christian Tessier | Tucker « Duck » Clellan | 1        | 2        | 3        |          | 5        |          |          |          | 9        | 10       |
| Dominic Zamprogna | James « Jammer » Lyman  | 1        | 2        | 3        |          | 5        | 6        | 7        | 8        | 9        | 10       |
| Michael Hogan     | Saul Tigh               | 1        | 2        | 3        |          |          | 6        | 7        |          |          | 10       |
| Emily Holmes      | Nora                    | 1        |          | 3        | 4        |          |          |          |          |          |          |
| Alisen Down       | Jean Barolay            |          | 2        | 3        |          |          | 6        |          |          |          | 10       |
| Carmen Moore      | Sœur Tivenan            |          | 2        |          |          |          |          |          |          |          | 10       |
| Matthew Bennett   | Numéro Cinq             |          |          |          |          |          |          | 7        | 8        |          |          |

## Épisode 1
- Diffusions :
  -  États-Unis : 5 septembre 2006
- Durée : ~3:19
- Résumé : Galen Tyrol et Saul Tigh organisent le mouvement de résistance sur New Caprica occupée par les cylons, mais recruter de nouveaux soldats devient dangereux et difficile : les cylons ont imposé un couvre-feu. « Ceux qui enfreignent n’importe quelle règle vont directement en prison », telle est la première loi de l’occupation. Les néo-capricains sont exécutés sur place si des armes sont trouvées chez eux. Une cache d’armes appartenant à Longo a ainsi été confisquée, mais la résistance a pu récupérer celles que les robots n’ont pas trouvées. Ces derniers viennent d’ailleurs de former une police humaine pour succéder aux centurions cylons qui se font trop souvent détruire.

## Épisode 2
- Diffusions :
  -  États-Unis : 7 septembre 2006
- Durée : ~1:54
- Résumé : Duck n’a pas voulu faire partie de la résistance à cause de sa relation avec Nora, sa compagne avec qui il souhaite fonder une famille. Tyrol est contrarié par ces raisons, puisqu’il est dans le même cas et fait malgré tout partie de la résistance. Jammer lui suggère de respecter la décision de Duck. À la fin du rituel de protection des récoltes, Jean Barolay propose de changer de place les armes cachées dans le temple. Jammer n'est pas d’accord mais l’avis de Tigh le supplante.

## Épisode 3
- Diffusions :
  -  États-Unis : 12 septembre 2006
- Durée : ~2:42
- Résumé : Avant de s’endormir, Nora prie Aphrodite de la bénir, elle et son mari, Duck, pour qu’ils aient un enfant. Duck l’informe qu'il a refusé d'intégrer la résistance. Nora l’en remercie. Pendant la nuit, Barolai, Jammer, Tigh et Tyrol déplacent les armes dissimulées dans des caisses militaires. Ces caisses sont cachés dans le temple et recouvertes de tapis et de différents icônes. Elles sont ainsi camouflées en autel. Le lendemain matin, Nora réveille Duck qui va être en retard à son travail. Nora lui demande de rejoindre le temple après son travail, mais il refuse arguant qu’il a ses propres méthodes pour parler aux dieux.

## Épisode 4
- Diffusions :
  -  États-Unis : 14 septembre 2006
- Durée : ~1:57
- Résumé : Cally et Nora sont dans le temple où sont cachées les armes. Nora porte l’enfant de Cally pendant qu’elle procède à la cérémonie. Dehors les bruits d'une discussion houleuse se font entendre. Des hommes semblent vouloir empêcher des centurions d'entrer dans le temple. Cally reprend son enfant et commence à fuir la tente avec Nora. Les robots font feu et les balles fusent au travers de la tente. Nora est tuée alors qu’elle revenait dans la tente pour récupérer son sac. Cally trébuche au sol, les balles sifflent au-dessus d’elle. Elle protège son enfant de son corps et par chance, ni elle ni son enfant ne sont blessés.

## Épisode 5
- Diffusions :
  -  États-Unis : 19 septembre 2006
- Durée : ~1:56
- Résumé : Cally, Jammer et Tyrol entrent dans la tente de Duck pour l’informer de la mort de Nora et accessoirement pour lui rendre son sac. Duck est évidemment sous le choc, ils demandent à Tyrol si les armes y étaient entreposées. Jammer élude la question, mais Duck s’énerve et exige des explications. Tyrol confirme la présence des armes. Duck, sous la colère, les somme de tous quitter la tente.

## Épisode 6
- Diffusions :
  -  États-Unis : 21 septembre 2006
- Durée : ~1:37
- Résumé : Trois jours après l’attaque, Barolay, Jammer et Tyrol se cachent pour discuter de l’attaque du temple qui, finalement, a eu des effets bénéfiques pour la résistance. La population s’est rapprochée de la résistance. Un millier de colons ont d’ailleurs manifesté leur mécontentement quant à cette attaque devant le Colonial Un. Tigh estime que finalement, ces quelques armes perdues sont un maigre sacrifice compte tenu des résultats. Cent cinquante colons ont en effet rejoint la résistance depuis l’événement. Jammer désapprouve son jugement et lui rappelle qu’il oublie de compter Nora et une dizaine d’hommes dans ce sacrifice. Tigh, cynique mais expérimenté, lui rappelle que toute guerre a son lot de victimes et que la flotte militaire n’a pas besoin de pleurnichards.

## Épisode 7
- Diffusions :
  -  États-Unis : 26 septembre 2006
- Durée : ~1:58
- Résumé : Tigh et Tyrol discutent de l’arrestation et de l’emprisonnement de Jammer par les cylons. Le chef Tyrol pense qu’il ne révélera rien sur la résistance. Au centre de détention à New Caprica, Numéro Cinq entre, propose à boire à Jammer et lui coupe ses liens pour l’amadouer. Le cylon, après s’être excusé sur cette arrestation, le rassure en lui annonçant qu’il n’est pas en état d’arrestation.

## Épisode 8
- Diffusions :
  -  États-Unis : 28 septembre 2006
- Durée : ~3:56
- Résumé : Numéro Cinq discute avec Jammer du tragique événement survenu au temple, où Nora a perdu la vie. Selon le cylon, la résistance avait tout planifié. Jammer proteste mais Numéro 5 argue, à juste titre d'ailleurs, que les cylons n’avaient jamais interféré avec le temple. Il parle de tout ce qui a été accompli de concert entre humains et cylons en paix. Par de subtils sous-entendus, il propose à Jammer de collaborer et de lui rapporter toute action de la résistance qui pourrait conduire à un autre bain de sang. Jammer refuse mais Numéro Cinq lui propose une petite clef électronique pour pouvoir accéder discrètement au centre de détention. Jammer ne dit rien sur la résistance mais prend néanmoins la clef électronique.

## Épisode 9
- Diffusions :
  -  États-Unis : 3 octobre 2006
- Durée : ~3:07
- Résumé : Jammer sort du centre de détention et Tyrol, prévenu par Boomer, l’attend à la sortie pour savoir ce qu’il a dit. Jammer explique qu’il a été interrogé au sujet du massacre du temple mais qu'il n’a rien divulgué. Néanmoins, il tremble et ne parvient pas à cacher sa nervosité. Tyrol est suspicieux. Dans la scène suivante, Duck rentre dans sa tente et range l’autel que Nora avait installé pour prier. Après avoir remis en place la photo de leur couple, il tombe sur une icône de la fertilité et fond en larme.

## Épisode 10
- Diffusions :
  -  États-Unis : 5 octobre 2006
- Durée : ~4:34
- Résumé : À l'issue d'une cérémonie dédiée au fils de Cally et Galen Tyrol, Duck s'approche de Tyrol alors que les invités quittent la tente. Il lui explique qu'il intègre la police de New Caprica. Son objectif est de trouver le collaborateur cylon responsable de la mort de Nora. Ensuite Tyrol rencontre Barolay, Jammer et Tigh à l'abri des regards dans une autre pièce de la tente. Ils recherchent un lieu sûr pour cacher des explosifs. Barolay parle d'un silo à grain, mais Jammer souligne qu'il est très proche d'un hôpital et que des civils innocents pourrait être tués en cas d'explosion. Tigh ne s'en inquiète pas car les probabilités de détecter l'explosif y sont faibles. Jammer s'éclipse alors prétextant faire une ronde du périmètre. Dehors, Duck, une clope à la main, médite sur son badge de la police de New Caprica qu'il range à l'approche de Jammer. Jammer lui demande pourquoi il reprend la cigarette. Duck lui dit "quelle différence cela va faire maintenant", et le quitte. Jammer reste seul, puis sort la clef électronique que lui a remis Numéro 5. Il l'examine, se lève et s'en va en la gardant en main. La scène est tournée pour faire penser au téléspectateur qu'il se rend au centre de détention, mais on ne l'y voit pas entrer.